# المليح (القبيطة)

تعديل مصدري - تعديل

المليح هي إحدى قرى عزلة كرش بمديرية القبيطة التابعة لمحافظة لحج، بلغ تعداد سكانها 59 نسمة حسب تعداد اليمن لعام 2004.